# Lucien Maury
Pour les articles homonymes, voir Lucien Maury (homonymie).
Lucien Maury, né le 26 novembre 1872 à Paris, mort le 19 mars 1953 à Paris,, est un universitaire, écrivain, traducteur et directeur de collection, français, spécialiste de littérature nordique,,.

## Biographie
Après des études de lettres à Clermont-Ferrand et Paris, il occupe entre 1900 et 1906 un poste de lecteur de français à Uppsala en Suède. Il collabore à la Revue bleue, à la Revue historique, à la Revue universelle ou encore à l'encyclopédie Larousse. Il fonde la collection Bibliothèque scandinave aux éditions Stock, permettant ainsi au lecteur francophone de découvrir des auteurs tels que la suédoise Selma Lagerlöf, le danois Herman Bang, la norvégienne Sigrid Undset ou encore le finlandais Aleksis Kivi.
Il est directeur de la Maison des étudiants suédois à Paris.
En 1943, l‘Académie française lui décerne le prix d'Aumale.
Lucien Maury est fait chevalier de la Légion d'honneur en 1919 puis officier en 1932. En 1951, il est lauréat du grand prix des Neuf, un prix littéraire suédois.
Il est inhumé au cimetière de Royat (Puy-de-Dôme).

## Œuvres (sélection)
Comme traducteur :
- Henrik Schück. Histoire de la littérature suédoise. E. Leroux. 1923.
- Torvald T:son Höjer.  Bernadotte, maréchal de France. Plon. 1943.
- Ragnar Svanström, Carl-Fredrik Palmstierna. Histoire de Suède. Delamain et Boutelleau. 1944.
- Anton Blanck. La Suède et la littérature française des origines à nos jours. Delamain et Boutelleau. 1947.

Comme auteur :
- Figures littéraires : écrivains français et étrangers. Perrin et Cie. 1911.
- Classiques et romantiques dans la collection Vies et Œuvres d'autrefois. Perrin et Cie. 1912.
- Stockholm et Upsal dans la collection Les Villes d'art célèbres. Laurens. 1913.
- Les Problèmes scandinaves. Le Nationalisme suédois et la guerre. Perrin et Cie. 1918.
- L'Imagination scandinave, études et portraits. Perrin. 1928.

- Prix Bordin de l’Académie française en 1929.
- Panorama de la littérature suédoise contemporaine. Éditions du Sagittaire. 1940.
- Une famille française, la province au siècle dernier, notes et souvenirs. Delamain et Boutelleau. 1942.
- La Cité universitaire de Paris, hier, aujourd'hui, demain. Delamain et Boutelleau. 1947.
- Métamorphose de la Suède. Delamain et Boutelleau. 1951.

## Distinctions
- Officier de la Légion d'honneur (1932)